# Споменик Дражи Михаиловићу у Дражевини
Споменик Дражи Михаиловићу се налази у засеоку Дражевина, село Добрунска Ријека, у општини Вишеград, на три колометра од манастира Добрун, и тринаест километара од Вишеграда. Споменик је подигнут на месту где је Драгољуб Михаиловић 13. марта 1946. године ухапшен, а његови пратиоци побијени.

## Историја
Споменик Дражи Михаиловићу у Дражевини је имао бурну историју, и више пута је премештан са локација на којима се налазио. Споменик је направљен 1991. године у Београду, и био је први споменик посвећен Дражи Михаиловићу. Године 1992. је пренесен у Вуковар, гдје се налазио до пада Славоније и Барање. Након Вуковара је 1998. преко Републике Србије пребачен у Брчко, гдје се налазио до краја 2003. године. Равногорски покрет Брчко је споменик уступио Равногорском покрету Вишеград 2004. године. Споменик Дражи Михаиловићу је на садашњој месту у Дражевини откривен 17. јула 2004. године, уз благослов Митрополита дабробосанског Николаја за изградњу храма Светог Николе на истој локацији. Споменик су том приликом открили ветерани Равногорског покрета Вељко Планинчић и Алекса Мандић. Споменик је освештало свештенство вишеградске и руђанске парохије као и монаси манастира Добруна. Освећењу споменика су присуствовали председник Равногорског покрета Републике Српске Душан Сладојевић, као и председник Равногорског покрета Републике Србије Драшко Стоисављевић.

## Стање споменика
Споменик је у природној величуни и направљен је од бетона. Обојен је у боју злата. Ради врсте материјала од кога је направљен, као и због премјештања, споменик се сваке године поправља.Задње поправљање је било 2014.године

## Занимљивости
Све време постојања, споменик је пратила велика медијска пажња, и о њему је написан велики број новинских чланака.